# Richmond (Brits-Columbia)
Richmond is een stad in de Canadese provincie Brits-Columbia. De stad behoort tot de agglomeratie van Vancouver, telde in 2008 188.100 inwoners en is daarmee de op vier na grootste stad van Brits-Columbia.

## Demografie
Richmond was in 2001 de drienagrootste stad van Brits-Columbia na Vancouver (605.891), Surrey (420.900) en Burnaby (193.954).
Het heeft de grootste immigrantenbevolking van Canada. Zestig procent van de bewoners zijn immigranten. Meer dan de helft van de bewoners is van Aziatische afkomst. Zij migreerden veelal in de vroege jaren negentig naar de stad. De Aziatische Canadezen kwamen vooral uit Hongkong, Taiwan en het Chinese vasteland.
In Richmond zijn de twee van de grootste boeddhistische tempels van Noord-Amerika te vinden: International Buddhist Temple en Ling Yen Mountain Temple.
Volgen Statistics Canada hebben de Richmonders de hoogste levensverwachting van het land: 83,4 jaar en de laagste aantal mensen met obesitas en mensen die roken. In 2002 werd de stad als veiligste plaats van het land gezien. Criminaliteit komt nauwelijks voor.

## Geschiedenis
Verschillende indianenstammen van de Salish bezochten de eilanden om te vissen en om bessen te verzamelen. Rond 1860 vestigden de eerste Europese boeren er zich. De officiële stichting van de stad was op 10 november 1879. Over de herkomst van de naam bestaan verschillende theorieën, maar over het algemeen wordt aangenomen dat het genoemd is naar een boerderij met dezelfde naam in Australië.
Vanaf 1880 was de visserij van zeer grote betekenis voor de lokale economie. Die vissen werden verwerkt in de fabrieken aan de rivier de Fraser. Vanwege de rijke visgronden vestigden veel Japanse vissers zich in Richmond. Ook scheepsbouw bracht veel arbeidsplaatsen.

## Luchtvaart
Richmond was en is nog steeds het centrum van de luchtvaart in Brits-Columbia. De internationale luchthaven van Vancouver bevindt zich in het noordwesten van de stad.

## Sport
De schaatswedstrijden van de Olympische Winterspelen 2010 zijn in de Olympic Oval verreden. De opening was in de zomer van 2008 en van 12 tot 15 maart 2009 werden de Wereldkampioenschappen afstanden er gehouden.

## Geboren
- Shawn Ashmore (1979), acteur
- Noemie Thomas (1996), zwemster
- Nadia Gontova (2000), wielrenster